# Маркс: перезагрузка
«Маркс: Перезагрузка» (англ. Marx Reloaded) — документальный фильм, автор сценария и режиссёр Джейсон Баркер. Фильм рассматривает актуальность идей Карла Маркса для понимания глобального экономического и финансового кризиса 2008—2009 годов, а также возможность коммунистической альтернативы.

## Сюжет
Фильм включает интервью с рядом известных современных мыслителей, занимающихся марксизмом. Кроме того, присутствуют сюрреалистические анимационные вставки, обыгрывающие сюжет фильма «Матрица»: сам Маркс (Джейсон Баркер) предстаёт в роли Нео, которого на путь перманентной революции наставляет Лев Троцкий (Иво Николич) в образе Морфеуса.

## Восприятие
«Маркс: Перезагрузка» был в целом положительно воспринят критикой. Лондонский журнал Time Out пишет, что фильм «содержит достаточно интересных идей, чтобы его стоило посмотреть людям, которые интересуются философией, политикой и тем, как устроен мир». Издание Little White Lies определяет картину как «увлекательную часовую документальную смесь из диалогов говорящих голов и анимации», а также отмечает, что «фильм проливает свет на многие причины финансового кризиса и выстраивает искромётный диалог о теориях Маркса и об их применимости к современным формам капитализма».
Financial Times выпустил фильм в рамках серии «Капитализм в кризисе». Газета The London Evening Standard назвала картину «Маркс: Перезагрузка» наряду с переизданием Манифеста коммунистической партии с предисловием Эрика Хобсбаума и выходом бестселлера Оуэна Джонса «Chavs: The Demonization of the Working Class» признаками возрождения левых идей.

## В ролях
- Славой Жижек
- Жак Рансьер
- Антонио Негри
- Петер Слотердайк
- Майкл Хардт
- Нина Пауэр
- Джон Грей
- Альберто Тоскано